# الدوري الشمالي لكرة القدم 1930–31
الدوري الشمالي لكرة القدم 1930–31 (بالإنجليزية: 1930–31 Northern Football League)‏ هو موسم من الدوري الشمالي لكرة القدم ‏. فاز فيه بيشوب أوكلاند ‏.